# Крушевско благотворително братство
Крушевското благотворително братство е патриотична и благотворителна обществена организация на македонски българи от района на град Крушево, съществувала в българската столица София.

## История
Дружеството е създадено в 1899 година от 300 души членски състав. Има кръгъл печат с изписана датата на основаване, както и знаме с ликът на Св. Пророк Илия, а от другата изображение с кьошка и част от корията на град Крушево. На Сретение Господне (15 февруари) се отбелязва патронния празник на братството.
Към 1910 година негов председател е Топузов, подписал „Мемоар на Македонските братства в столицата до Славянски събор в София“.
Делегати на учредителния събор на македонските бежански братства от ноември 1918 година са Велю Деспотов и Спиридон Велев.
На 13 август 1919 година делегатите на Братството за предстоящия събор Велю Деспотов, Никола Киров, Тома Кърчов, Велян Джиков, Александър Гърданов, Перикли Чилев, Димитър Силяновски, Кирил Николов, Димитър Г. Велянов и Васил Т. Клисаров излизат с окръжно до македонските благотворителни братства и техните делегати и до цялата македонска емиграция. В окръжното се казва, че на заседание от 12 август 1919 година те са взели решения, които те молят да се възприемат и от останалите делегати и от цялата емиграция. Решенията целят да обхванат в общата борба за Независима Македония всички македонски емигранти в България без разлина на вяра, народност и убеждения. Делегатите настоянат в „предстоящия велик конгрес да бъде непременно представена цялата македонска емиграция в царството“.
Делегати на обединителния конгрес на СМЕО и МФРО от януари 1923 година са Александър Гърдановски, Владимир Бульов, Димитър Томалевски, И. Щабеков, С. Гърдановска, Кръстьо Велянов, Перикли Чилев, Стефан Баджов и Наум Гьондов.
На 22 февруари 1925 година на общо събрание е избрано настоятелство в състав Иван Мицев (председател), Тома Кърчов (подпредседател), Никола Михайлов Кюркчиев (касиер), Никола Христов (секретар), Васил Клисаров (домакин) и съветници са Сотир Кунтев и Велю Горчулов.
На общо събрание от 11 април 1926 година под председателството на Иван Мицев е приет новия устав на братството. В новото настоятелство влизат Никола Габровски (председател), Неделчо Неделков (подпредседател), Никола Милушев (секретар), Владимир Мицев (касиер), а Димитър Михайлов, Алексо Иванов и Велю Пецанов са съветници. Братството изгражда и собствен Братсвен дом със салон, гардероб и бюфет.
Спиридон Велев е делегат от братството на Седмия конгрес на Съюза на македонските емигрантски организации от 1928 година.
През 1936 година в ръководството на братството влизат Димитър Томов, Методи Станков, Христо Марков, Петър Баджов, Тома Пазов, Иван Накевски, Недялко Недялков, Георги Божанов, Тома Янакиев и Яким Горчилов. На 29 април 1938 година е избрано ново настоятелство с Христо Танушев (председател), Методи Станков (подпредседател), Панчо Стоянов (секретар), Ташко Кукев (касиер), Тома Янакиев и Теохар Михайлов са съветници. В контролната комисия влизат Георги Божинов и Димитър Мицев. Към братството се създава ефория, която да ръководи братствените имоти с председател Иван Наковски и членове Недялко Недялков, Никола Докторов и Атанас Баджов. Създадена е и Крушевска женска дружба „Св. Богородица“. В нейното ръководство влизат Княгиня Милева Станоева (председател), Пара Христова Наумова (подпредседател), Мара Иванова Маркова (секретар), Йорданка Иванова Мицева (касиер), Коца Томова Кърчева, Анка Димитрова и Вера Методи Стойчева са съветнички. В контролната комисия са Траянка Ангелова Иванова (председател) и Вета Ташкова Зидарова (съветник).
Дейци на братството са Петър Кръстев, син на Блаже Кръстев, Никола Божинов, Владимир Бульов, Наум Томалевски, Стефан Баджов и други.
През 1941 година председател на братството е Христо Танушев.

## Издания
- Крушовско Благотворително Братство - Албум „Илинден - Крушово. 1903 - 1928“, София, 1928 година